# Senato della Florida
Il Senato della Florida è, insieme alla Camera dei rappresentanti, una delle due camere della Legislatura della Florida. Essa si riunisce nel Campidoglio dello Stato della Florida.
Composta da 40 membri, essa viene eletta ogni due anni.